# Ninyas
Ninyas, c'est-à-dire « le Ninivien », est, selon les auteurs de la période hellénistique, le fils de Ninos et de Sémiramis.
Suivant ces auteurs, il mit à mort sa mère Sémiramis, qui s'était emparée du trône. Ce prince commença la longue liste des rois fainéants de l'Assyrie finissant avec Sardanapale. On lui attribue un règne de 38 ans.

## Source
Marie-Nicolas Bouillet  et Alexis Chassang (dir.), « Ninyas » dans Dictionnaire universel d’histoire et de géographie, 1878 (lire sur Wikisource)